# Ponale
Der Ponale ist ein 7 km langer Bergbach im östlichen Valle di Ledro in den Gardaseebergen. Er entspringt im Ledrosee (Lago di Ledro) und mündet in den Gardasee.

## Verlauf
Der Ponale bildet den natürlichen Abfluss des Ledrosees. An der Stelle des Abflusses wurden 1929 beim Bau des Ponalekraftwerks, als der Wasserspiegel des Sees um sieben Meter abgesenkt wurde, Reste einer Pfahlbausiedlung aus der Bronzezeit entdeckt. Seit dem Bau des Kraftwerks ist der Abfluss verlandet und es fließt nur mehr ein Rinnsal nach Molina di Ledro ab. Erst nach der Mündung mehrerer kleiner Nebenbäche nimmt der Wasserstand wieder merklich zu. 
Bis Prè und Biacesa fließt der Ponale im mittleren Gefälle. Bei Biacesa speist er auch eine Forellenzucht. Ab Biacesa  bis zum Gardasee ist das Tal stark eingeschnitten und der Bach läuft über einen Wasserfall und mündet beim alten Hafen Antico Porto del Ponale in den Gardasee. 
Der Hafen war 1439 Ziel der von Torbole in See gestochenen venezianischen Flotte, die zuvor im von der Republik Venedig bezeichneten Unternehmen Galeas per montes vom Etschtal zum Gardasee transportiert worden war.

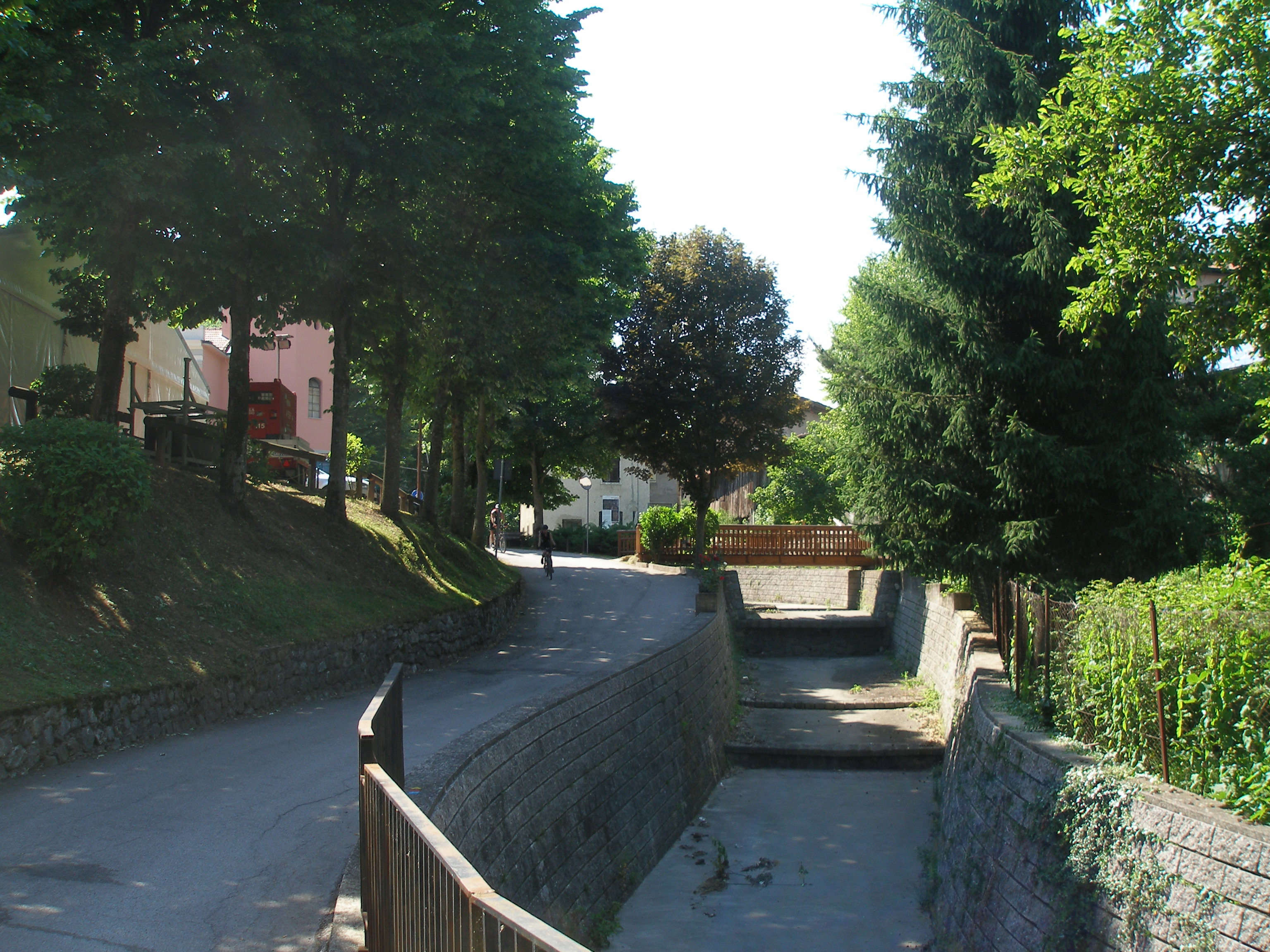
Das Bachbett bei Molina
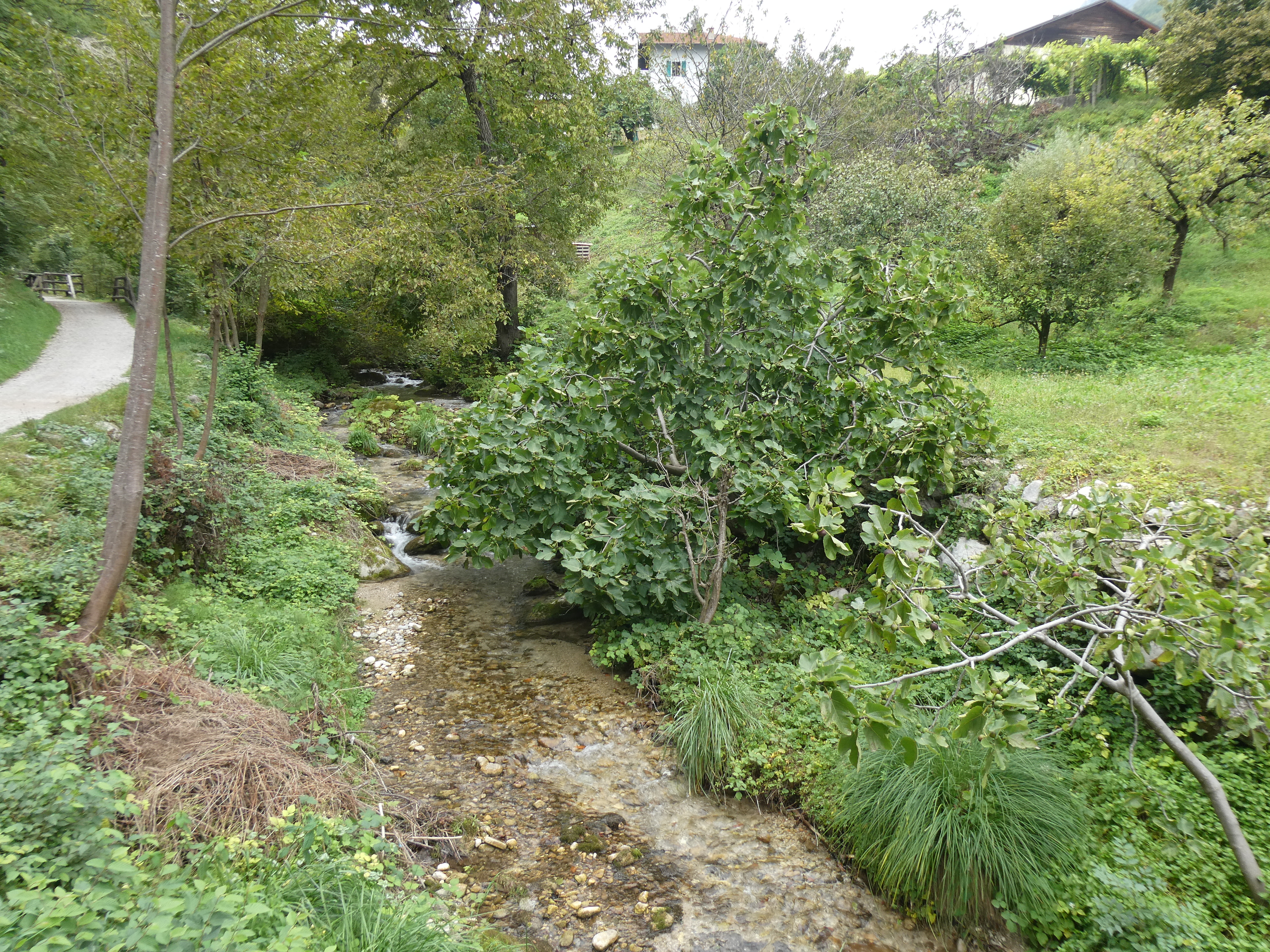
Bei Prè